# Culture de la Tchéquie

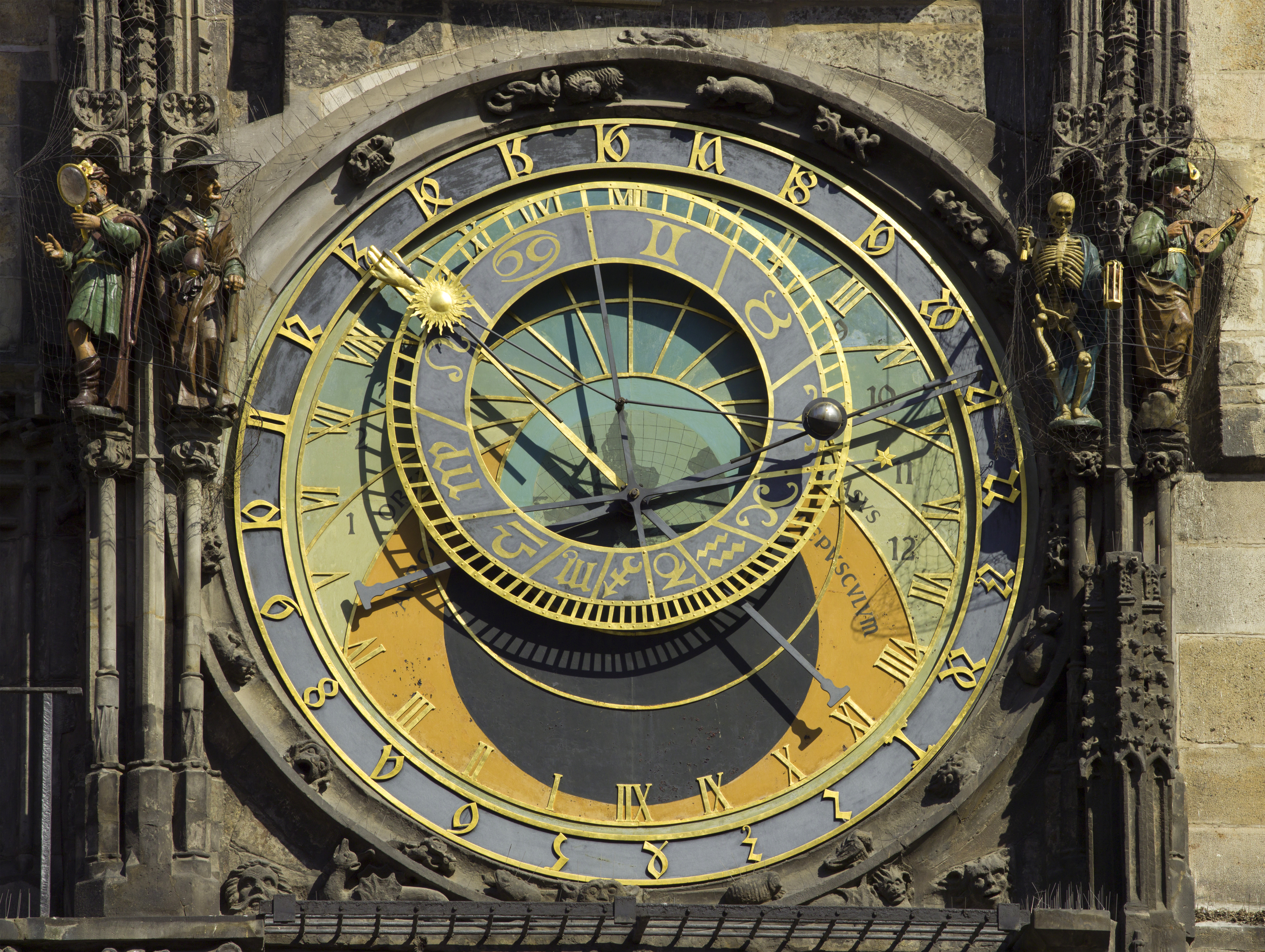
Horloge astronomique de Prague.

La culture de la Tchéquie, pays enclavé de l'Europe centrale, désigne d'abord les pratiques culturelles observables de ses habitants (11 000 000, estimation 2020).
La culture de la Tchéquie présente de nombreuses similitudes avec les cultures de ses voisins allemand et autrichien (cuisine à base de porc/chou/pomme de terre, importance de la musique, fête de la Saint-Nicolas…), elle représente la partie la plus occidentale du monde slave, dont elle tire aussi une part importante de son folklore, de ses mythes fondateurs et de ses traditions.

## Langues, peuples, cultures

### Langues
- Langues en Tchéquie
- Langues de Tchéquie
- Tchèque, langue officielle, langue slave
  - Tchèque commun
- Langues minoritaires
  - Langues slaves, Slavistique
    - Croate du Burgenland
    - Dialectes lachs
    - Morave
    - Silésien

  - langues germaniques
    - Bavarois (Allemands des Sudètes)

  - Romani
- Langues étrangères apprises : anglais, allemand, français, russe, espagnol…
- Langues immigrantes
- Langue des signes tchèque

### Peuples
- Démographie de la Tchéquie
- Groupes ethniques en Tchéquie (rubriques)
- Diaspora tchèque (en), Diaspora tchèque (rubriques)
- Immigration en Tchéquie, Immigration en Tchéquie (rubriques)
- Expatriation en Tchéquie, Expatriation en Tchéquie (rubriques)
- Slovaquie morave, Silésie tchèque, Valaquie morave
- Diverses minorités dans le contexte du pays, listées dans l'ordre alphabétique : 
  - Allemands en Tchéquie
  - Arméniens en République tchèque (en)
  - Chinois en République tchèque (en)
  - Coréens en République tchèque (en)
  - Croates en République tchèque (en)
  - Grecs en République tchèque (en)
  - Macédoniens en République tchèque (en)
  - Mongols en République tchèque (en)
  - Minorité polonaise en République tchèque (en)
  - Portugais en République tchèque (en)
  - Roms en Tchéquie et Slovaquie (de), Roms en République tchèque (en)
  - Slovaques en République tchèque (en)
  - Turcs en République tchèque (en)
  - Ukrainiens en République tchèque (en)
  - Diaspora vietnamienne en Tchéquie

## Traditions

### Religion
- Religion en Tchéquie, Religion en Tchéquie (rubriques)
- Christianisme (12 %), History of Christianity in the Czech Lands (en)
  - Église catholique (10,5 %)
    - Église catholique en Tchéquie (1 083 899, > 10 %)
    - Église grecque-catholique ruthène
    - Église grecque-catholique tchèque
    - Old Catholic Church of the Czech Republic (en)

  - Église protestante
    - Église évangélique des frères tchèques (51 916, 0,5 %), Church of the Brethren in the Czech Republic (en), Frères tchèques, Frères moraves
    - Église hussite (39 276, 0,4 %), Église hussite tchécoslovaque
    - German Evangelical Church (en), German Evangelical Church in Bohemia, Moravia and Silesia (en)
    - Silesian Evangelical Church of the Augsburg Confession (en)
    - Apostolic Church (Czech Republic) (en)
    - Baptist Union in the Czech Republic (en)

  - Eglise orthodoxe
    - Église orthodoxe des Terres tchèques et de Slovaquie
- Autres religions déclarées (2 923 471, 2.7 %)
  - Judaïsme (1500), Histoire des Juifs en République tchèque, Lauder Schools of Prague (en) (1997)
    - Vieux cimetière juif de Prague, Cimetière juif de Žižkov (1680), Ancienne salle de cérémonie de Prague
    - Communauté juive d'Ústí nad Labem, History of the Jews in Prague (en)
    - Familianten (en)
    - Theresienstadt, Theresienstadt Papers, Milena Jesenská

  - Islam in the Czech Republic (en) (3500)
  - Hinduism in the Czech Republic (en) (300)
  - Buddhism in the Czech Republic (en) (0.5 %)
  - Néopaganisme, Wicca, Religion ethnique
  - Jedi census phenomenon (en) (Jediisme)
- Autres spiritualités non spécifiées (709 649, 6.7 %)
- Agnosticisme, Athéisme, Déclarés sans religion (3 612 804, 35 %)
- Indifférence ou refus de réponse (4 774 323, 45 %, en 2011)

### Symboles
- Armoiries de la Tchéquie
- Symboles nationaux de la Tchéquie (en)
- Kde domov můj?, hymne national
- Drapeau de la Tchéquie
  - Flag of Bohemia (en), Drapeau de la Moravie
- Couleurs nationales de la Tchéquie (en), Couleurs panslaves
- Joyaux de la couronne de Bohême, Couronne de saint Venceslas
- Čechie (en)
- Czech Vašek (en)
- Emblème animal : lion, aigle
- Héraldique tchèque (en)
- Récompenses et décorations militaires de la Tchéquie (en), distinction honorifique civile et militaire: Ordre du Lion blanc

### Mythologie
- Folklore tchèque (en), Jiří Polívka
- Mythologie slave, Mythe slave de la création
- Anciennes légendes de Bohême (en) (Alois Jirásek, 1894)
- Till l'Espiègle
- Golem
- Lech, Čech et Rus
- Les Jezinka
- Honza (en), King Kojata (en), Long, Broad and Sharpsight (en)

### Folklore

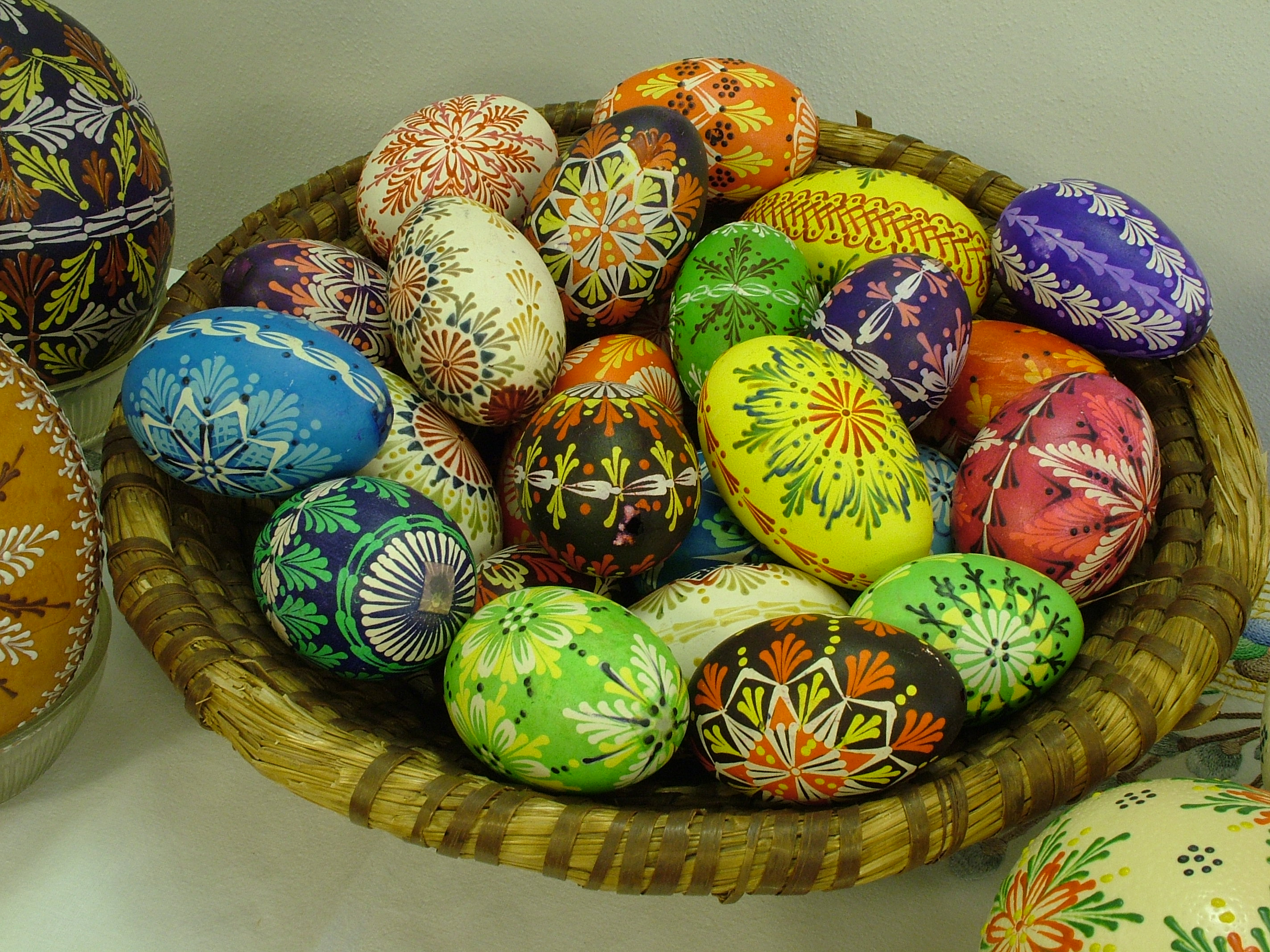
Œufs de Pâques tchèques.

Une tradition de Pâques fait qu'en Tchéquie, les garçons fouettent les filles avec des bâtons d'osier tressé ornés de rubans colorés. Les filles leur offrent en échange des œufs peints. Le lendemain, ces dernières cherchent en contrepartie à arroser les garçons d'eau froide. Cette tradition païenne liée au renouveau printanier et à la fertilité a été « récupérée » par l'Église qui a fait coïncider la date avec celle des Pâques chrétiennes. Plus tard, les communistes n'ont pas touché à cette pratique, mais l'ont au contraire encouragée. Enfin, l'économie de marché actuelle favorise la commercialisation de fouets de pâques et œufs peints, au même titre qu'elle mercantilise le Noël.
- Chevauchée des Rois
- Jiří Polívka (1858-1933), František Sušil, František Bartoš, Karel Jaromír Erben (1811-1870)
- Karel Plicka

### Fêtes
- Jours fériés en Tchéquie
- Pomlázka (lundi de Pâques)

## Société

### Famille
- Femmes en République tchèque (en)
- Naissance
- Nom, Patronymes tchèques (rubriques), Prénoms slaves, Noms tchèques (en), Déclinaison des noms de famille (en)
- Enfance
- Adolescence
- Genre
- Sexualité
- Droits LGBT en République tchèque
- Mariage, union
- Emploi
- Vieillesse
- Décès
- Funérailles

### Éducation
- Système éducatif tchèque, Éducation en Tchéquie (rubriques)
- Liste des universités en Tchéquie
- Écoles d'art en Tchéquie
- Écoles de musique en Tchéquie
- Faculté de théâtre de l'Académie des arts de la scène de Prague
- Prague Film School (en)
- Pédagogues tchèques
- Médaille Comenius
- Bibliothèque nationale de la Tchéquie
- Wikipédia en tchèque, Wikipédia en silésien
- Encyclopedia of Czechoslovak Military 1920–1938 (en)
- Orbis Pictus (en) 658)
- Otto's encyclopedia (en)
- Liste des archives de la Tchéquie (en)

### Droit
- Droit tchèque
- Droits de l'homme en Tchéquie
- Criminalité en Tchéquie (en)
- Traite des êtres humains en Tchéquie
- Corruption en Tchéquie (en)
- Rapport Tchéquie 2016-2017 d'Amnesty International

### État
- Histoire de la Tchéquie
- Politique en Tchéquie
- Police en Tchéquie
- Forces armées tchèques
- Liste des guerres de la Tchéquie
- Liste de massacres en Tchéquie (en) (1096-2020)
- Médaille interalliée 1914-1918
- Allemands des Sudètes, Expulsion des Allemands de Tchécoslovaquie après la Seconde Guerre mondiale

### Divers
- Coût de la vie[1] : en décembre 2017, le salaire moyen mensuel serait de 1 977 euros (contre 2 900 en France).

## Arts de la table
- Liste des dénominations tchèques d'origine protégée

### Cuisine(s)
- Cuisine tchèque, Cuisine tchèque (rubriques)
- Bases :
  - légumes frais (dont choux, pommes de terre, paprikas…), légumes secs, herbes,
  - viandes : porc, volaille (poulet, canard, oie), bœuf, mouton, gibier,
  - poissons, dont carpe, truite,
  - laitages, œufs,
  - knedlíky, boulettes grand format de farine bouillies, servies coupées en rondelles, nature ou mêlées (pommes de terre, lard, ou aux fruits comme prunes, abricots),
- Spécialités tchèques[2],[3]
- Cuisine morave[4]
- Cuisine silésienne, Silesian cuisine (en)
- Kifli
- Soupes (polevki), Soupe de poisson (Tchéquie)
- Saucisse de vin
- Goulasch
- Palačinka
- Fromages : Olomoucké syrečky (Olomoucké tvarůžky), Pivní sýr, Smažený sýr
  - fromage chaud pané,
  - Nakládaný Hermelín, camembert local épicé et mariné,

### Boissons
- Eau plate, eaux non gazeuses, eaux gazeuses : Eau amère de Zaječice, Eau de Bilin, Mattoni
- Jus de fruits divers et dilués
- Sodas : Kofola, limonades…
- Bière tchèque[5],[6], Czech Beer Festival (en), Brasseries moraves et silésiennes
- Viticulture en République tchèque, Centre National du Vin à Valtice, Salon des Vins au chateau de Valtice
- Boissons distillées : Becherovka, Borovička, Fernet Stock, Limet, Pálenka, Slivovitz, Tuzemák

## Santé
- Santé en Tchéquie (en), Santé en Tchéquie (rubriques)
- Avortement en Tchéquie (en)
- Health and social welfare in Communist Czechoslovakia (en)
- Tabac
- Alcool, alcoolisation
- Cannabis en Tchéquie

La Tchéquie détient le record de la consommation de cannabis dans l'Union européenne en 2005 : selon le web du Courrier International (25 novembre 2005), 24 % de la population consomme régulièrement du cannabis.

### Sports, arts martiaux
- Sport en Tchéquie, Sport en Tchéquie (rubriques)
- Sportifs tchèques
- Sokol (mouvement tchèque) (1862)
- Tchéquie aux Jeux olympiques
- Tchéquie aux Jeux paralympiques (rubriques)
- Tchéquie aux Olympiades de la Jeunesse (en)
- Sportif/ves de l'année en Tchéquie (en)
- Monde équestre en Tchéquie (rubriques)
- Dames tchèques

## Média
- Média en Tchéquie, Média en Tchéquie (rubriques)
- Česká tisková kancelář
- Journalistes tchèques
- Censure en Tchéquie (en)

### Presse
- Presse écrite en Tchéquie, Presse écrite en Tchéquie (rubriques)
- Liste de journaux en Tchéquie
- Liste de magazines en Tchéquie (en)
- Prague Daily Monitor, en anglais
- Prague Post en anglais

### Radio
- Radio en Tchéquie, Radio en Tchéquie (rubriques)
- Liste des stations de radio en Tchéquie
- Radio Prague en anglais

### Télévision
- Télévision en Tchéquie, Télévision en Tchéquie (rubriques)
- Télévision en Tchéquie (en)
- Prague TV en anglais

### Internet (.cz)
- Internet en Tchéquie, Internet en Tchéquie (rubriques)
- Presse écrite en ligne
- Press Reader[7] (Bulac/Inalco)
- Blogueurs tchèques

## Littérature
- Littérature tchèque, Littérature tchèque (rubriques)
  - Lumírovci, Májovci
  - Groupe des surréalistes de Tchécoslovaquie
  - Écrivains tchèques, Liste d'écrivains de langue tchèque, Liste d'écrivaines tchèques (en)
  - Poètes tchèques
  - Dramaturges tchèques
  - Romanciers tchèques
  - Nouvellistes tchèques
  - Collecteurs de contes tchèques
  - Traducteurs tchèques
  - Écrivains pragois de langue allemande
  - Pavel Janáček, Milan Kundera…
  - Auteurs nés après 1960 : Jan Balabán, Michal Viewegh, Jáchym Topol, Daniel Micka, Michal Šanda, Miloš Urban
- Œuvres littéraires tchèques
  - Bible de Kralice, Bible de Melantrich, Codex Gigas, Chronique de Dalimil, Chronique tchèque
  - Manuscrits de Dvůr Kralové et Zelená Hora
  - Risibles Amours
- Prix littéraires en Tchéquie (rubriques), Lauréat de prix littéraire en Tchéquie (rubriques)
  - Magnesia Litera (cs)[8], Prix du livre tchèque, Prix Franz-Kafka
- Littérature slovaque

## Artisanat
- Arts appliqués, Arts décoratifs
- Artisanat d'art, Artisanat par pays
- Designers tchèques

Les savoir-faire liés à l’artisanat traditionnel relèvent (pour partie) du patrimoine culturel immatériel de l'humanité. On parle alors de trésor humain vivant.
Mais une grande partie des techniques artisanales ont régressé, ou disparu, dès le début de la colonisation[Quoi ?], et plus encore avec la globalisation, sans qu'elles aient été suffisamment recensées et documentées.

### Textiles, cuir, papier
- Vêtements traditionnels : kroje (en)
- Designers tchèques de mode : Designers tchèques de mode (rubriques) (en), Zuzana Králová
- Modèles tchèques : mannequin tchèque (rubriques), Modèles féminins tchèques (rubriques) (en), Modèles masculins tchèques (rubriques) (en)
- Modrotisk, ou Bleu de réserve, technique d'impression de réserves à la planche

### Bois, métaux
- Mobilier tchèque
- Artisans tchèques en ameublement : Jan Kastner (1860-1899), Josef Drahoňovský (1877-1938), Josef Gočár (1880-1945)

### Poterie, céramique, faïence
- Céramistes tchèques, dont
  - Anna Boudova-Suchardova (1850-1940)
  - Lubomír Dostál, Otto Eckert, Alois Jaroněk, Jaroslav Ježek
  - Jiří Kožíšek, Děvana Mírová
  - Jana Přibylová, Markéta Přibylová, Hana Purkrábková, Jaroslav Pýcha
  - Jindřiška Radová, Lubor Těhník
  - Jindra Viková, Miroslava Zychová

### Verrerie d'art
- Cristal de Bohême
  - Cristallerie Moser
- Verriers tchèques
  - Jan Kotěra (1871-1923), Franz Hofstütter (1871-1958), Adolf Beckert (1884-1929), Jaroslav Hores (1886-1983)

## Arts visuels
- Arts visuels, Arts plastiques, Art sonore
- Art tchèque (en)
- Écoles d'art en République tchèque : École des arts appliqués de Prague
- Artistes tchèques, Liste d'artistes tchèques (en)
- Artistes contemporains tchèques
- Galerie nationale de Prague, Pinacothèque du château de Prague, Musée Kampa, Musée Mucha, Galerie Robert Guttmann
- Liste des œuvres publiques de Prague
- Groupe 42
- Prix Jindřich Chalupecký (depuis 1990)
- Médaille Artis Bohemiae Amicis (depuis 2000)
- Prix Vladimíra-Boudníka (depuis 1995)

### Dessin
- Dessinateurs tchèques
- Illustrateurs tchèques
- Affichistes tchèques
- Lithographes tchèques

### Peinture
- Art pictural tchèque (cs)
- Peintres tchèques (118), 302 peintres tchèques (en), 1487 peintres tchèques (cs) dont
  - Peter Johannes Brandl (1668-1735)
  - Maxmilián Pirner (1854-1924)
  - Zdenka Braunerová (1858-1934)
  - Alfons Mucha (1860-1939)
  - Karel Reisner (1868-1913)
  - Emil Orlik (1870-1923), Antonín Slavíček (1870-1910)
  - František Kupka (1871-1957)
  - Jan Preisler (1872-1918)
  - August Brömse (cs) (1873-1925)
  - Max Švabinský (1873-1962)
  - Karel Svolinský (1896-1986)
  - Rudolf Kundera (1911-2005)
  - Miloslav Troup (1917-1993)
  - Milos Reindl (1923-2002)
  - Oldřich Lajsek (1925-2001) (Le Groupe des huit artistes)
- Tableaux de peintres tchèques
  - L'Épopée slave, d'Alfons Mucha
- Renaissance culturelle tchèque (1800-1880)
- Cercle artistique Mánes (1887-)
- Groupe des Huit (Osma, 1907-1911) : Emile Filla, Bohumil Kubišta, Otakar Kubin, Willi Nowak, Antonin Procházka…
- Artěl (1908-1934)
- Groupe des Artistes Indépendants (Skupina Vytvarnych Umelcu) : voir Seznam skupin výtvarníků v Československu a Česku (cs)
- Cubisme tchécoslovaque :
  - Antonín Procházka (1882-1945), Bohumil Kubišta (1884-1918), Emil Filla (1882-1953), Josef Čapek (1887-1945), Vincent Kramár, Václav Špála (1885-1946), Jan Trampota (1889-1942), Vincenc Beneš (1883-1979)
- Devětsil (Brno, 1923-1930)

### Sculpture
- Sculpteurs tchèques, dont
  - Matthias Braun, Ignaz Franz Platzer…
  - Josef Drahoňovský (1871-1938)
  - Bohumil Kafka, Otto Gutfreund, Emil Filla,  Karel Zlín…
- Sculpture à Prague

### Architecture
- Architecture tchèque (cs), Architecture en Tchéquie (rubriques), Architecture en Tchéquie par style (rubriques)
- Liste d'architectes tchèques (en), Architectes tchèques, dont Jan Kotěra (1871-1923), Karel Teige (1900-1951)
- Czech Renaissance architecture (en),  Architecture Renaissance en Tchéquie (rubriques)
- Cubisme tchécoslovaque, dont certains représentant sont Josef Gočár, Josef Chochol, Pavel Janák
- Art nouveau à Prague
- Porte dorée (Prague)
- Baroque rural
- Urbanisme en Tchéquie (rubriques)
  - Quartiers de Prague (rubriques)

### Photographie
- Photographes tchèques
  - Miroslav Tichý, František Drtikol, Josef Koudelka, Jan Saudek

### Graphisme
- Designers tchèques

## Arts du spectacle
- Spectacle vivant, Performance, Art sonore
- OISTAT (en)

### Musique

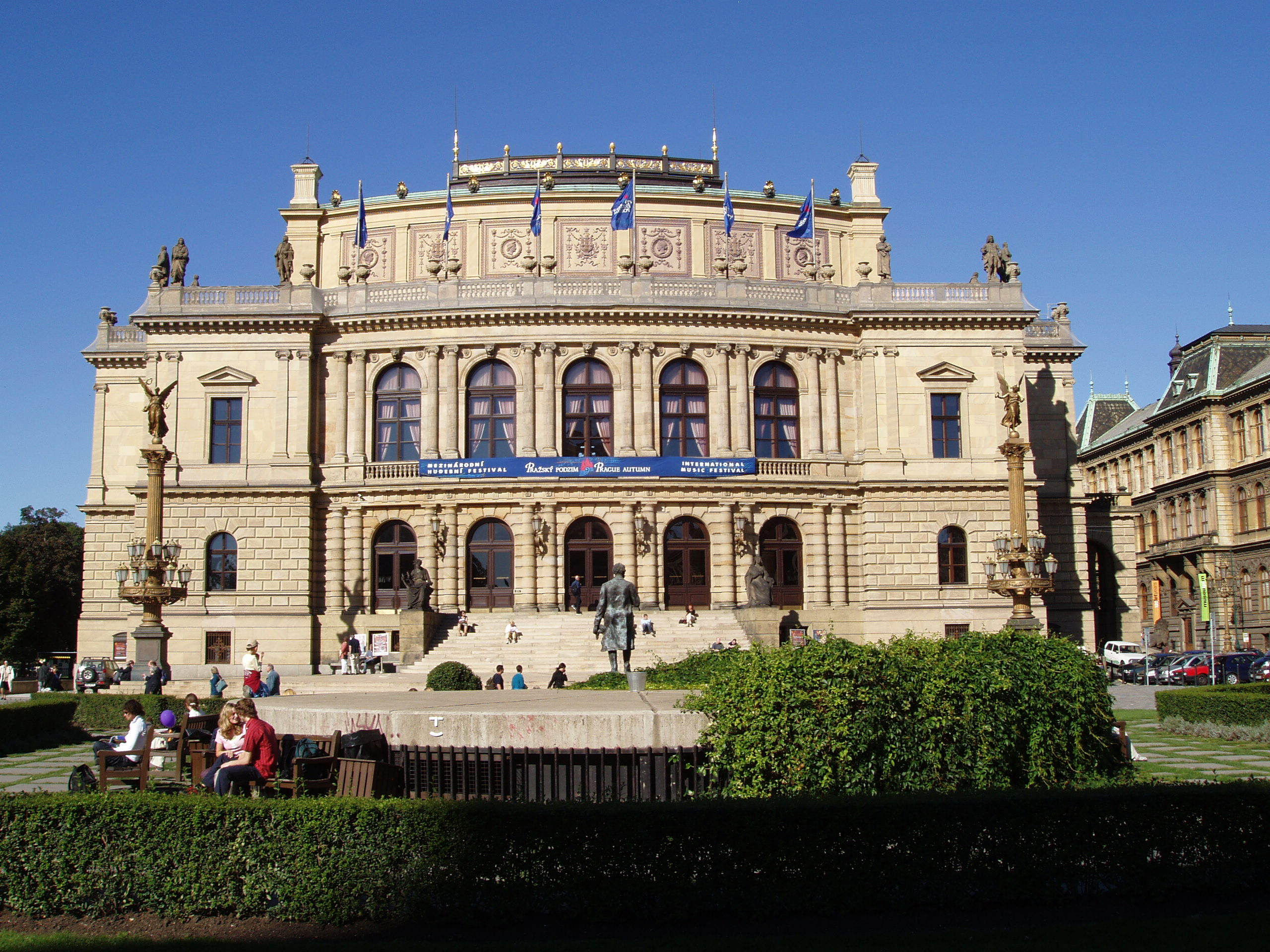
Le Rudolfinum, résidence de l'Orchestre philharmonique tchèque.

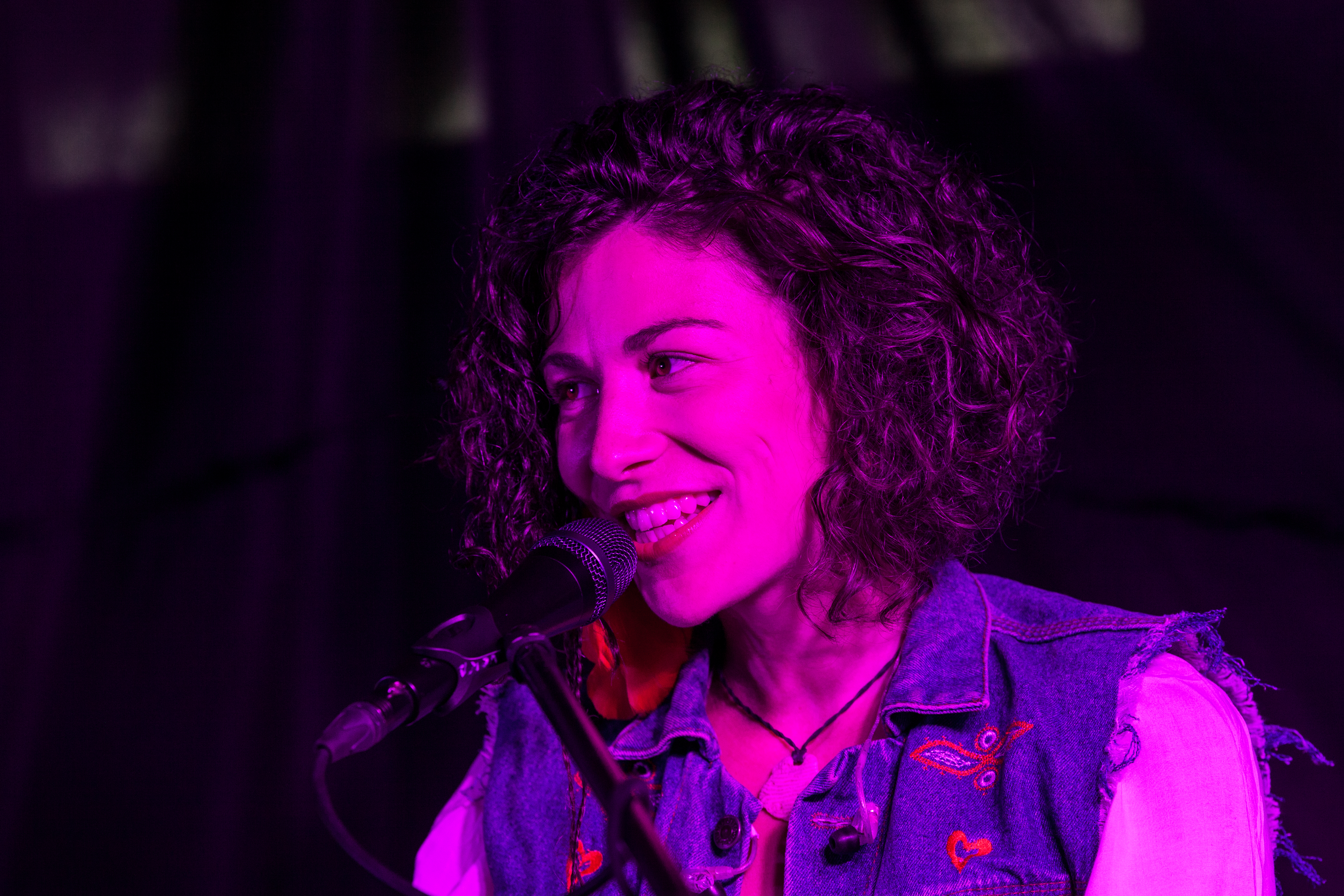
La chanteuse Kaczi, en concert dans les Beskides moravo-silésiennes en Tchéquie, juillet 2021.

- Musique tchèque, Musique tchèque (rubriques)

Le pays compte une formation symphonique de renommée internationale, l'Orchestre philharmonique tchèque, basé à Prague.
- Festivals tchèques de musique : Festival du Printemps de Prague, Festival de l’Automne de Prague, Festival international de musique de F.L. Vek, CzechTek, Brutal Assault, Obscene Extreme Festival
- Musiciens tchèques
- Musicienne tchèque
- Œuvres d'un compositeur tchèque (rubriques)
- L'Opéra tchèque : Opéras tchèques (rubriques)
- Musique à Prague
- Antonín Dvořák Theatre, Antonín Dvořák Theatre (en)
- Opera houses in the Czech Republic (en)
- Écoles de musique en Tchéquie
- Musique classique vocale tchèque
- Académie tchèque des arts de la scène
- Théâtre musical de Karlín
- Musique tzigane
- Rock tchèque
- Groupes de musique tchèque (rubriques), Liste de groupes musicaux tchèques (en)

### Danse
- Chorégraphes tchèques, dont Jarmila Kröschlová (1893-1983)
- Danseurs tchèques, dont Jiří Kylián (1947-)
- National Theatre Ballet (Prague) (en)
- Danses traditionnelles : Polka (danse), Redowa, Furiant
- Danse moderne
- Danse contemporaine

### Théâtre
- Théâtre tchèque (rubriques)
- Dramaturges tchèques
- Metteurs en scène tchèques
- Acteurs tchèques
- Actrices tchèques
- Théâtres à Prague
  -     - Théâtre national (Prague), Opéra d'État de Prague, Théâtre de Vinohrady, Théâtre musical de Karlín
    - Théâtre libéré (1920-1938), Théâtre Semafor, Théâtre sur la Balustrade, Club dramatique
    - Laterna magika[9], Iage Black Light Theatre[10], Black Light Theater of Prague[11], Black Theatre Ta Fantastika[12]
    - National Marionnette Theatre[13]
    - Svandovo Divadlo na Smichove[14]

  - Théâtre national de Brno , Théâtre municipal de Brno, Théâtre Mahen, Théâtre Janáček, Théâtre Reduta
  - Théâtre de Těšín
- Festivals de théâtre
  - Jiráskův Hronov (en)
  - Prague Fringe Festival (en)
  - Quadriennale de Prague
- Prix de théâtre
  - Prix Alfréd-Radok
  - Prix Thalia
- Black light theatre (en)

### Autres scènes: marionnettes, mime, pantomime, prestidigitation
Les arts mineurs de scène, arts de la rue, arts forains, cirque, théâtre de rue, spectacles de rue, arts pluridisciplinaires, performances manquent encore de documentation pour le pays …
Pour le domaine de la marionnette, la référence est : Arts de la marionnette en Tchéquie, sur le site de l'Union internationale de la marionnette UNIMA).
En 2016, le « théâtre de marionnettes en Slovaquie et en Tchéquie » est inscrit sur la liste représentative du patrimoine culturel immatériel de l'humanité.
- Marionnettistes tchèques
- 1800-1900 : Maisner, Matěj Kopecký (1775-1847), Fink, Dubsky, Kocka, Jan Nepomuk Lašťovka (1826-1877), Jindřich Veselý, personnages (Pimprle, Kashparek),
- 1900-1940 : Josef Skupa, Jan Malik, Erik Kolar, Jiří Trnka, Vladimir Matousek, Vladimir Smejkal, Jindřich Veselý, Spejbl a Hurvínek
- après 1945 : Sergueï Obraztsov, Jan and Vlasta Dalibor (en), Stanislav Látal (en), Helena Štáchová (en), Miroslav Trejtnar (en), Lubomír Beneš (en), Marek Bečka (en), Jiří Bárta , Josef Kaleb, Jarmila Majerova, Josef Pehr, Jiri Jaros…
- Nombreuses sections de musées traitant des marionnettes : Prague, Brno, Olomouc…
- Chrudim : Musée de la culture des marionnettes (Muzeum loutkářských kultur)

- Scènes de cabaret en Tchécoslovaquie (de)
- Humour tchèque
- Artistes de cirque tchèques (en)

### Cinéma
- Cinéma tchèque, Cinéma tchèque (rubriques)
- Réalisateurs tchèques, dont Jiří Trnka (1912-1969),Věra Chytilová (1929-2014), Miloš Forman (1932-2018), Jan Švankmajer (1934-), Jiří Menzel (1938-),
- Liste de réalisateurs tchèques (en)
- Scénaristes tchèques
- Acteurs tchèques
- Actrices tchèques
- Films tchèques, Liste de films tchèques sortis après 1989
- Films d'animation tchèques
- Festival international du film de Karlovy Vary, Globe de cristal du Festival de Karlovy Vary
- Lions tchèques

### Autres
- Vidéo, Jeux vidéo, Art numérique, Art interactif
- Culture alternative, Culture underground
- Les jeux vidéo en République tchèque (en), Liste de jeux vidéo développés en Tchéquie (en)

## Tourisme
- Tourisme en Tchéquie (rubriques), Tourisme en Tchéquie (en)
  - Culture patrimoniale urbaine : Prague, Olomouc, Brno, Kutná Hora, Český Krumlov, České Budějovice, Hradec Králové, Telč
  - Liste de stations de ski en Tchéquie (de), Liste des stations de sports d'hiver en Tchéquie
  - Route de vacances Marianne von Oranien (de) en voïvodie de Basse-Silésie
  - Liste de musées en plein air en Tchéquie (de)
  - Liste des zones naturelles protégées de Tchéquie (de), Zones protégées de la République tchèque (en), Liste des sites Ramsar en Tchéquie
  - Paradis de Bohême, Suisse tchèque, Karst Morave, Divoká Šárka, Parc national de Šumava, Parc national de Podyjí, Parc national de Krkonoše, Réserve naturelle de Křivoklátsko
- Sur WikiVoyage
- Conseils aux voyageurs pour la République tchèque :
  - France Diplomatie.gouv.fr
  - CG Suisse eda.admin.ch
  - USA US travel.state.gov

## Patrimoine culturel

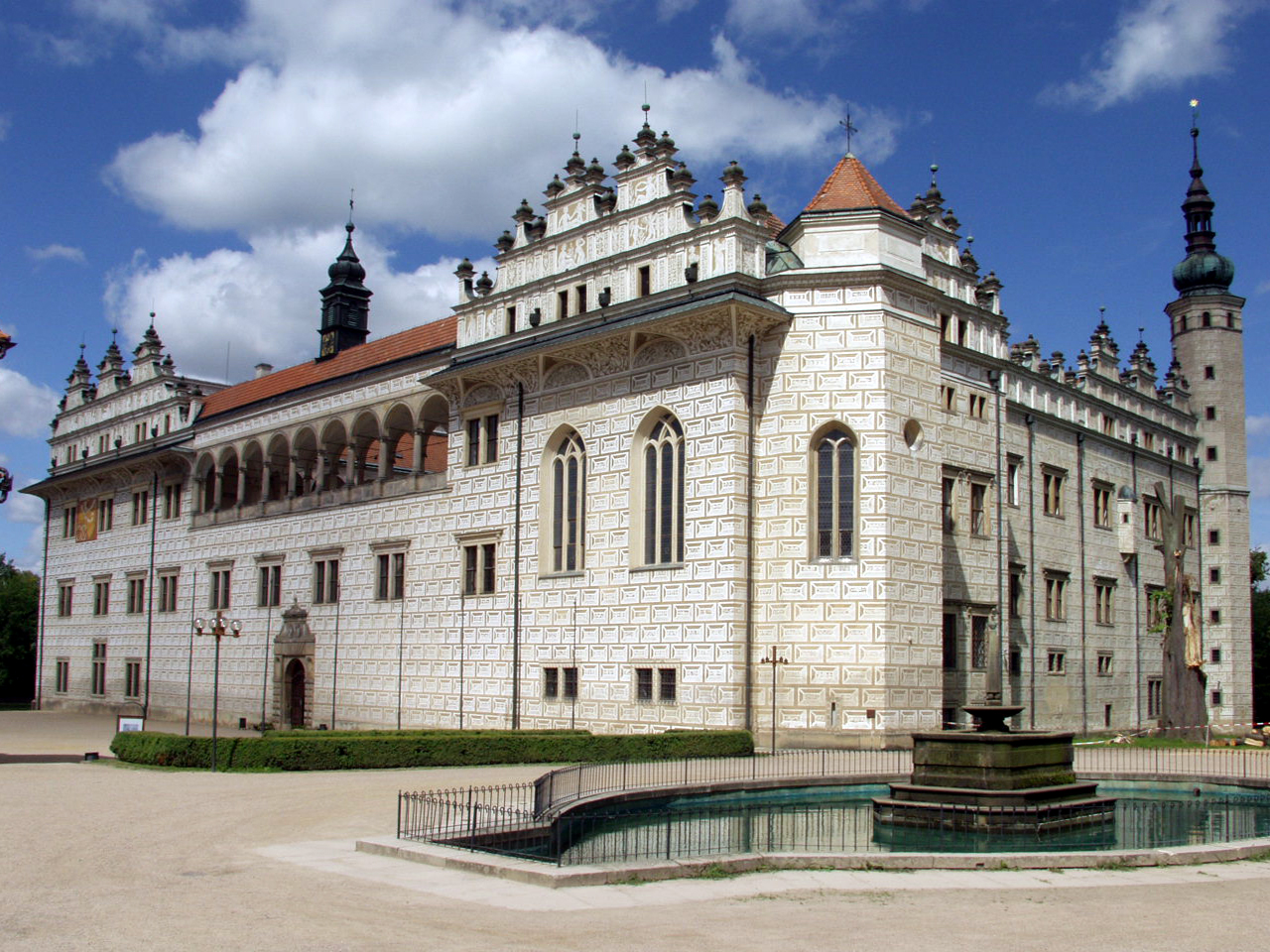
Château de Litomyšl.

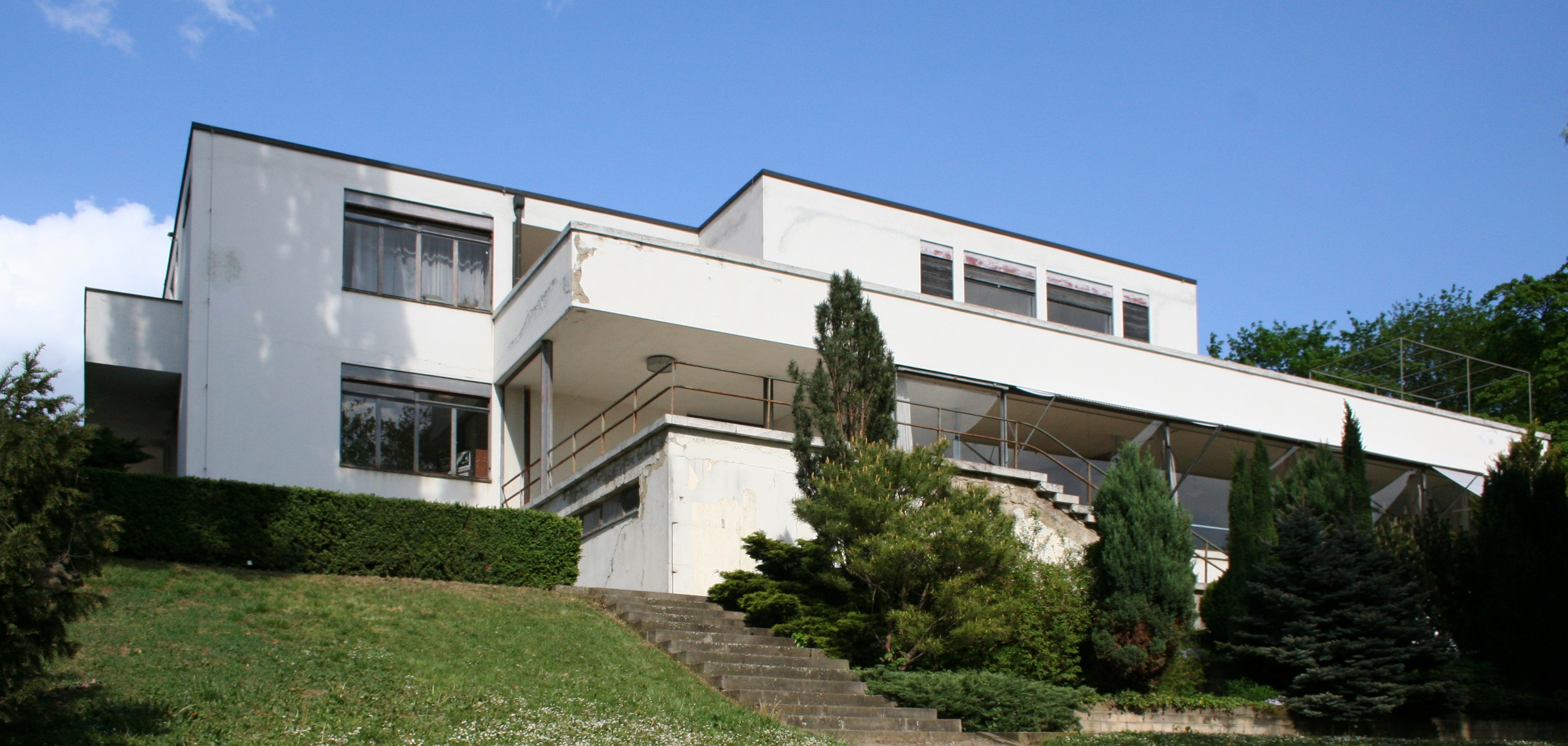
Villa Tugendhat à Brno.

- Liste des châteaux tchèques par région
- Liste des cathédrales de Tchéquie
- Liste de cloîtres en Tchéquie (de)
- Liste du patrimoine mondial en Tchéquie
- Liste du patrimoine culturel immatériel de l'humanité en Tchéquie

La liste du patrimoine mondial en Tchéquie de l'UNESCO inclut les sites tchèques suivants :
- 1992 Centre historique de Prague
- 1992 Centre historique de Český Krumlov
- 1992 Centre historique de Telč
- 1994 Église Saint-Jean-Népomucène, lieu de pèlerinage à Zelená Hora
- 1995 Kutná Hora: le centre historique de la ville avec l'église Sainte-Barbe, la Cathédrale de Sedlec et son célèbre ossuaire baroque
- 1996 Paysage culturel de Lednice et Valtice, châteaux des princes de Liechtenstein
- 1998 Jardins et château de Kroměříž
- 1998 Réserve du village historique d'Holašovice
- 1999 Château de Litomyšl
- 2000 Colonne de la Sainte Trinité d'Olomouc
- 2001 Villa Tugendhat à Brno par Ludwig Mies van der Rohe
- 2003 Le quartier juif et la basilique Saint-Procope de Třebíč

### Musées
- Liste de musées en Tchéquie

### Liste représentative du patrimoine culturel immatériel de l’humanité
Le programme Patrimoine culturel immatériel (UNESCO, 2003) a inscrit dans sa liste du patrimoine culturel immatériel de l'humanité en Tchéquie :
- 2008 : Slovácko Verbuňk, la danse des recrues[16],
- 2010 : les défilés de porte-à-porte et masques des Jours gras dans les villages de la région de Hlinecko[17],
- 2011 : la Chevauchée des Rois dans le sud-est de la République tchèque[18],
- 2012 : la fauconnerie, un patrimoine humain vivant (Émirats arabes unis, Autriche, Belgique, République tchèque, France, Hongrie, République de Corée, Mongolie, Maroc, Qatar, Arabie saoudite, Espagne, République arabe syrienne)[19],
- 2016 : le théâtre de marionnettes en Slovaquie et Tchéquie[20]…

### Registre international Mémoire du monde
Le programme Mémoire du monde (UNESCO, 1992) a inscrit dans son registre international Mémoire du monde (au 10/01/2016) :
- 2007 : Collection de manuscrits médiévaux de la Réforme tchèque[21].
- 2007 : Collection de périodiques russes, ukrainiens et biélorusses parus entre 1918-1945[22].
- 2013 : Libri Prohibiti : Collection de périodiques samizdat tchèques et slovaques des années 1948 à 1989[23].
- 2015 : Les Spectacles de pantomimes lumineuses d'Émile Reynaud[24].